# Parafia św. Jadwigi Królowej w Przyborowie
Parafia Świętej Jadwigi Królowej w Przyborowie – parafia rzymskokatolicka znajdująca się w Przyborowie. Należy do dekanatu Jeleśnia diecezji bielsko-żywieckiej. Erygowana 30 marca1983 roku.
Proboszczem parafii od 2007 roku jest ks. Józef Zwoliński.
Kościół parafialny pw. św. Jadwigi Królowej został konsekrowany w 1991 roku.